# Anna (prorokyně)
Prorokyně Anna v Evangeliu podle Lukáše je stará židovská žena, která prorokovala o Ježíši Nazaretském, když byl jako kojenec přinesen do Chrámu v Jeruzalémě. Objevuje se v evangeliu spolu s proroctvím Simeona.  Je uctívána katolickou a pravoslavnou církví jako svatá a připomínána 3. února po svátku uvedení Páně do chrámu.

## Lukášovo evangelium
| „                               | Žila tu i prorokyně Anna, dcera Fanuelova, z pokolení Ašerova. Byla již pokročilého věku; když se jako dívka provdala, žila se svým mužem sedm let a pak byla vdovou až do svého osmdesátého čtvrtého roku. Nevycházela z chrámu, ale dnem i nocí sloužila Bohu posty i modlitbami. A v tu chvíli k nim přistoupila, chválila Boha a mluvila o tom dítěti všem, kteří očekávali vykoupení Jeruzaléma. | “ |
| — Lk 2, 36 – 38, 38 (Kral, ČEP) | |   |

Údaj o 84 letech je v řeckém originálu nejasný, zda byla vdovou do svých 84 let, nebo byla vdovou 84 let. V druhém případě by ji muselo být minimálně 105 let, pokud ji bylo aspoň čtrnáct let v době sňatku (14+7+84=105).